# Folkheim
Folkheim es una banda de folk black metal chilena formada en 2003 en la ciudad de Antofagasta aunque por hoy radicados en Santiago. Su propuesta musical se caracteriza por la mezcla entre un sonido característico de un black metal extremo con elementos musicales y culturales de los pueblos prehispánicos de Chile. La banda es una de las pioneras del estilo en Chile, y es considerada como uno de los emblemas de la escena metal en Chile. Una de las principales características de Folkheim es proponer un sonido más extremo propio del black metal, por sobre las rítmicas más tradicionales del folk metal, junto a esto, la banda expresa a través de sus letras reivindicaciones sociales como lo es la lucha de los pueblos originarios en Chile.

## Biografía
En el año 2004 lanzan su primer demo Touched by Thy Undisturbed Essence el cual fue el debut de la banda. Este demo muestra un Black/Folk metal con una clara influencia de los fineses Finntroll. Este demo es presentado en el Festival de Bandas el 2004 (Antofagasta, Chile), donde logra una buena aceptación por parte del público, logrando ganar el 1.er lugar.
El 8 de mayo de 2007 lanzan el disco Pachakuti. Disco que nos muestra una evolución instrumental de la banda, donde se observa que es bastante osada, decidida y con muy buena calidad. En si este disco nos representa el camino que recorre la banda de un interesante, melódico, épico y bien ejecutado Folk Metal con elementos andinos tradicionales y por sobre todo con influencias europeas, donde destaca Finntroll.
Ya en el 2012 lanzan el disco "Mapu Ñi Tiam".
Estuvieron presentes en la edición de 2014 del "Metal Fest" en Chile.

## Miembros

### Actuales
- Alecksi - (Vocales)
- Peter     - (Guitarra)
- Erik      - (Guitarra)
- Juan Fanfy    - (Bajo)
- Andrés    - (Teclado)
- Pablo    - (Batería)

### Anteriores
- Kito - Voz
- Gonzalo Acevedo - Guitarra
- Pedro Oyanader - Bajo
- Kai - Bajo
- Nelson - Bajo
- Javier - Batería
- Martín - Batería

## Discografía
- Touched by Thy Undisturbed Essence (Demo, 2004)
- Pachakuti (EP, 2006)
- Mapu Ñi Tiam (Full-length 2012)
- Pachakuti Revisited (Full-length 2015)
- Kiepja (Single 2019)